# Jan Shepard
Jan Shepard, nacida Josephine Angela Sorbello (Quakertown, Pensilvania, 19 de marzo de 1928-Burbank, California, 17 de enero de 2025) fue una actriz estadounidense.

## Primeros años
Josephine Angela Sorbello nació en Quakertown, Pensilvania, el 19 de marzo de 1928, de padres de ascendencia siciliana, Mr. y Mrs. Sam Sorbello. Fue la valedictorian de su promoción en el Quakertown High School, y actuó en obras de teatro producidas localmente.

## Carrera
Shepard se perfeccionó como actriz en el Pasadena Playhouse. Apareció en las películas Sabre Jet, King Creole (1958) y Paradise, Hawaiian Style (1966) con Elvis Presley, antes y después de su reclutamiento en el ejército y de la muerte de su madre. Interpretó a la enfermera Betty en la serie de televisión sindicada Dr. Christian y apareció en las series de televisión Waterfront, Bat Masterson, The Man Behind the Badge, Tales of the Texas Rangers, Private Secretary, Dr. Christian, Rawhide, Laramie, Perry Mason, Highway Patrol, Gunsmoke, Tombstone Territory, The High Chaparral y The Virginian, entre otras.

## Vida personal y muerte
En 1951, Shepard conoció al actor Ray Boyle. Se casaron en 1954 y permanecieron juntos hasta la muerte de Boyle en 2022. Shepard murió de neumonía en el Providence Saint Joseph Medical Center de Burbank, California, el 17 de enero de 2025. Tenía 96 años.

## Filmografía

### Televisión
| Año  | Título               | Papel          | Notas                                  |
| ---- | -------------------- | -------------- | -------------------------------------- |
| 1959 | Wanted Dead or Alive | Lilith Preston | Temporada 2 Episodio 17 "Mental Lapse" |
| 1964 | Gunsmoke             | Marge          | Temporada 9 Episodio 17 "Friend"       |
| 1965 | Bonanza              | Sally          | Temporada 7 Episodio 21 "The Code"     |